# Giovanni Minzoni
Giovanni Minzoni, noto anche colloquialmente come Don Minzoni (Ravenna, 1º luglio 1885 – Argenta, 23 agosto 1923), è stato un presbitero italiano.
Insignito della medaglia d'argento al valor militare durante il periodo da cappellano nel corso della prima guerra mondiale, e vicino alle posizioni cristiano-sociali del partito popolare, fu da sempre oppositore del fascismo e non mancò di mostrare la sua contrarietà e opposizione al nuovo regime che venne instaurato in Italia nel 1922. Nell'agosto del 1923 fu aggredito da due squadristi fascisti e, a seguito delle lesioni riportate, morì poche ore più tardi.

## Biografia

### Giovinezza e prima guerra mondiale
Nato a Ravenna in una famiglia medio-borghese - il padre, dapprima ferroviere, aveva rilevato una locanda - Giovanni Minzoni entrò in seminario nel 1897 e nel 1909 fu ordinato sacerdote.
Durante gli anni del seminario ebbe modo di entrare in contatto con Romolo Murri e il modernismo teologico, avvicinandosi quindi al movimento democratico cristiano.
L'anno seguente fu nominato cappellano ad Argenta, nel Ferrarese. Si interessò subito alla vita politica e civile del paese e fu vicino alle istanze dei lavoratori, che in quegli anni si andavano coagulando attorno alle nascenti Camere del Lavoro. Nel 1912 lasciò Argenta per studiare alla scuola sociale della diocesi di Bergamo, dove si addottorò nel 1914.
Alla morte del parroco di Argenta nel gennaio del 1916 fu designato a succedergli, ma nell'agosto successivo fu chiamato alle armi per prestare servizio nella prima guerra mondiale. Inizialmente operò in un ospedale militare di Ancona, ma successivamente chiese di essere inviato al fronte: vi giunse come tenente cappellano del 255º reggimento fanteria della brigata Veneto. Durante la battaglia del solstizio sul Piave, dimostrò un coraggio tale da essere decorato sul campo con la medaglia d'argento al valore militare.

### I contrasti con il regime fascista
Al termine del conflitto tornò ad Argenta e divenne parroco di San Nicolò. Qui si dedicò a tradurre in pratica i presupposti del cattolicesimo sociale, tanto nei confronti dei ragazzi quanto a beneficio delle classi lavoratrici. Promosse la costituzione di cooperative di ispirazione cattolica tra i braccianti e le operaie del laboratorio di maglieria. In ambito educativo promosse inoltre il doposcuola, il teatro parrocchiale, la biblioteca circolante, i circoli maschili e femminili. Grazie all'incontro con don Emilio Faggioli, già fondatore nell'aprile del 1917 del gruppo scout «Bologna I» e poi assistente ecclesiastico regionale dell'ASCI, don Minzoni si convinse della validità dello scautismo, per cui decise di fondare un gruppo scout nella propria parrocchia.
Nel ferrarese in quegli anni si respirava un clima da guerra civile: il 20 dicembre 1920 si erano registrati sei morti nel corso dell'eccidio del Castello Estense, mentre il 7 maggio 1921 fu vittima dello squadrismo fascista il sindacalista socialista Natale Gaiba, consigliere comunale ad Argenta e amico di don Minzoni. Questo e molti altri episodi convinsero il sacerdote a opporsi esplicitamente al fascismo già prima della marcia su Roma, e a manifestare vicinanza alle vittime dello squadrismo, anche a quelle di matrice socialista.
L'educazione dei giovani era al centro delle sue preoccupazioni pastorali; la sua indubbia capacità organizzativa rese così stentatissima la costituzione ad Argenta dell'Opera Nazionale Balilla. Contrastò inoltre l'istituzione dell'Avanguardia giovanile fascista. Combattuto tra la preoccupazione di non acuire la conflittualità in un contesto già profondamente diviso e il desiderio di testimoniare le proprie convinzioni democratiche e religiose, don Minzoni attese l'aprile del 1923 per rendere esplicita la propria adesione al Partito Popolare Italiano. Divenne in tal modo il punto di riferimento degli antifascisti di Argenta.
L'8 luglio 1923 Emilio Faggioli fu invitato nel teatro parrocchiale di Argenta a tenere una conferenza sulla validità educativa dello scautismo. "Attraverso questo tirocinio e disciplina della volontà e del corpo", affermò don Faggioli, "noi intendiamo formare degli uomini di carattere".
Dalla galleria lo interruppe allora il segretario del fascio di Argenta "C'è già Mussolini...!". Monsignor Faggioli riprese il suo intervento spiegando all'uditorio che lo scautismo agisce sopra e al di fuori delle fazioni politiche. "Vedrete da oggi lungo le vostre strade i giovani esploratori col largo cappello e il giglio sopra il cuore. Guardate con simpatia questi ragazzi che percorreranno cantando la larga piazza d'Argenta." "In piazza non verranno!" esclamò ancora il segretario del fascio. Gli rispose allora don Minzoni stesso: "Finché c'è don Giovanni, verranno anche in piazza!". L'applauso dei giovani troncò il dialogo. Gli oltre settanta iscritti al gruppo degli esploratori cattolici di Argenta erano una realtà, e le minacce non erano servite al loro scopo.
Non tardò il tentativo del console della Milizia Volontaria per la Sicurezza Nazionale Raul Forti, originario di Argenta, di portare don Minzoni nel proprio campo: facendo leva sui suoi trascorsi militari, gli propose infatti di diventare cappellano militare della MVSN. Don Minzoni rifiutò adducendo come motivazione la presenza di molti ex comunisti nei ranghi della milizia fascista.

### L'omicidio
La sera del 23 agosto 1923, intorno alle 22:30, mentre stava rientrando in canonica in compagnia del giovane parrocchiano Enrico Bondanelli, don Minzoni fu aggredito da due squadristi di Casumaro, Giorgio Molinari e Vittore Casoni, facenti capo al futuro Console della milizia Italo Balbo: fu da costoro colpito alle spalle con sassi e bastoni con una violenza tale da provocargli la frattura delle ossa del cranio.
Il giovane Bondanelli, percosso a sua volta e ferito, dovette abbandonare ogni difesa, mentre gli aggressori si allontanavano velocemente. Il sacerdote riuscì in un primo momento a rialzarsi e, nonostante il forte dolore, fece qualche passo ma cadde sulle ginocchia. Bondanelli, con grande difficoltà, lo aiutò ad arrivare a casa, dove alcuni paesani lo trasportarono di peso nel suo letto, data ormai la sua impossibilità di camminare. Fu visitato da un dottore, ma le condizioni del sacerdote erano gravissime. Morì poco prima di mezzanotte, circondato dai parrocchiani che erano accorsi per prestargli aiuto. Poco prima della morte, Don Minzoni aveva scritto: «a cuore aperto, con la preghiera che mai si spegnerà sul mio labbro per i miei persecutori, attendo la bufera, la persecuzione, forse la morte per il trionfo della causa di Cristo».

## Responsabilità della morte
Investito dalla federazione del clero della richiesta di fare prontamente giustizia, il capo della polizia Emilio De Bono disse al vicepresidente della federazione di aver ricevuto il memoriale redatto in loco in ordine ai sospetti del delitto e di “averne riferito a S[ua] E[ccellenza] il Presidente del Consiglio On[orevole] Mussolini, il quale era restato molto impressionato della gravità dei fatti denunziati”. De Bono assicurò che sarebbero stati presi provvedimenti opportuni: il vicepresidente della federazione del clero raccontò all’Alta Corte di Giustizia che sul momento fu “pago di tali assicurazioni ma in prosieguo mi dovetti convincere che nessun provvedimento era stato preso con la intenzione di andare in fondo, perché furono sì arrestati due individui, ma furono pure presto rilasciati”. 
In effetti, per decisione della dirigenza fascista ferrarese, le ricerche sui responsabili dell'omicidio furono archiviate nel novembre 1923. L'anno successivo - sull'onda dello scandalo politico provocato dal delitto Matteotti - i quotidiani Il Popolo e La Voce Repubblicana ritornarono sull'episodio denunciando Italo Balbo quale presunto mandante: quest'ultimo giornale in particolare pubblicò alcuni documenti riguardanti ordini da lui impartiti di bastonature di antifascisti e sue pressioni sulla magistratura. Balbo, divenuto nel frattempo Comandante generale della Milizia Volontaria per la Sicurezza Nazionale (MVSN), a seguito di tali rivelazioni fu costretto a dimettersi dalla carica, perdendo la causa per diffamazione da lui intentata al quotidiano e restando condannato a pagare le spese processuali.
Nel dicembre 1924 fu riaperta l'inchiesta sul delitto ma quando, il 14 luglio 1925, fu aperto il relativo dibattimento pubblico presso la corte di assise di Ferrara, esso ebbe luogo in un clima di esplicita intimidazione di giornalisti e testimoni. Nell'ambito di questo processo, che giunse a conclusione due settimane dopo, fu accertato in tribunale che il colpo mortale era stato inferto con un comune bastone da passeggio. Nonostante le tre condanne chieste dalla pubblica accusa, il 1º agosto 1925 tutti gli imputati vennero assolti all'unanimità dai dodici giudici popolari.
Nel 1946 la Corte di cassazione annullò il secondo processo e l'anno successivo ne fu istruito un terzo, nuovamente presso la Corte di Assise di Ferrara. Quest'ultimo processo si concluse con la condanna per omicidio preterintenzionale degli imputati superstiti, che comunque furono scarcerati per sopravvenuta amnistia.

## Memoria e riconoscimenti
Il 13 ottobre 1973, davanti al Duomo di San Nicolò di Argenta venne posto un monumento in bronzo opera di Angelo Biancini in occasione delle celebrazioni per il Cinquantesimo anniversario della sua morte che venne inaugurato dal Presidente della Repubblica.

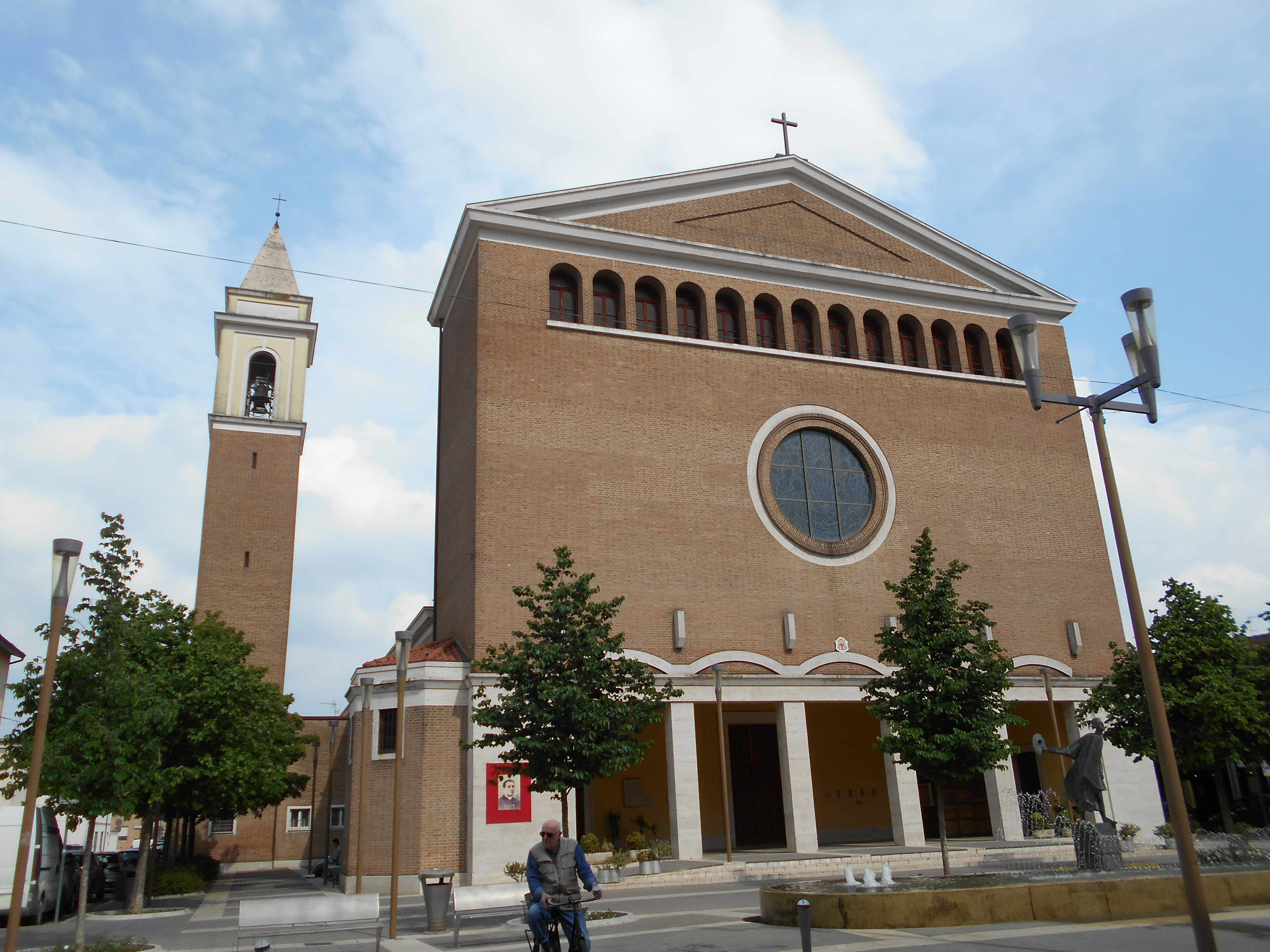
Duomo di San Nicolò con le spoglie di don Giovanni Minzoni, Argenta

A sessant'anni dalla morte, nel 1983 le spoglie di don Minzoni furono traslate dal cimitero monumentale di Ravenna alla chiesa di San Nicolò di Argenta, dove furono inumate alla presenza, tra gli altri, del presidente del Senato Francesco Cossiga. Nell'occasione Giovanni Paolo II scrisse:
(Papa Giovanni Paolo II, Lettera all'Arcivescovo di Ravenna in occasione del 60º della morte di don Minzoni)
Nel 2023, centenario del martirio, il Dicastero delle cause dei santi ha concesso il nulla osta per l'avvio della causa di beatificazione e canonizzazione di don Minzoni; la fase diocesana della suddetta causa è stata aperta ufficialmente il 7 ottobre dello stesso anno con una celebrazione nella cattedrale di Ravenna.
In molte città e paesi d'Italia a lui sono intestate vie e piazze.

## Filmografia
- Delitto di regime - Il caso Don Minzoni, diretto da Leandro Castellani (1973 - sceneggiato televisivo)
- Oltre la bufera, diretto da Marco Cassini (2019)